# 湖州市博物馆
湖州市博物馆（英語：Huzhou Museum），也称湖州博物馆，简称湖博，是中国浙江省湖州市的一所综合性博物馆。湖州市博物馆位于吴兴区吴兴路1号，新馆于2006年12月正式开放。2009年，湖州市博物馆被评定为国家二级博物馆。同时，湖州市博物馆也是浙江省爱国主义教育基地、浙江省文明博物馆。

## 历史
湖州市博物馆原名吴兴县博物馆，创办于1962年10月，1983年撤地建市时改为现名。

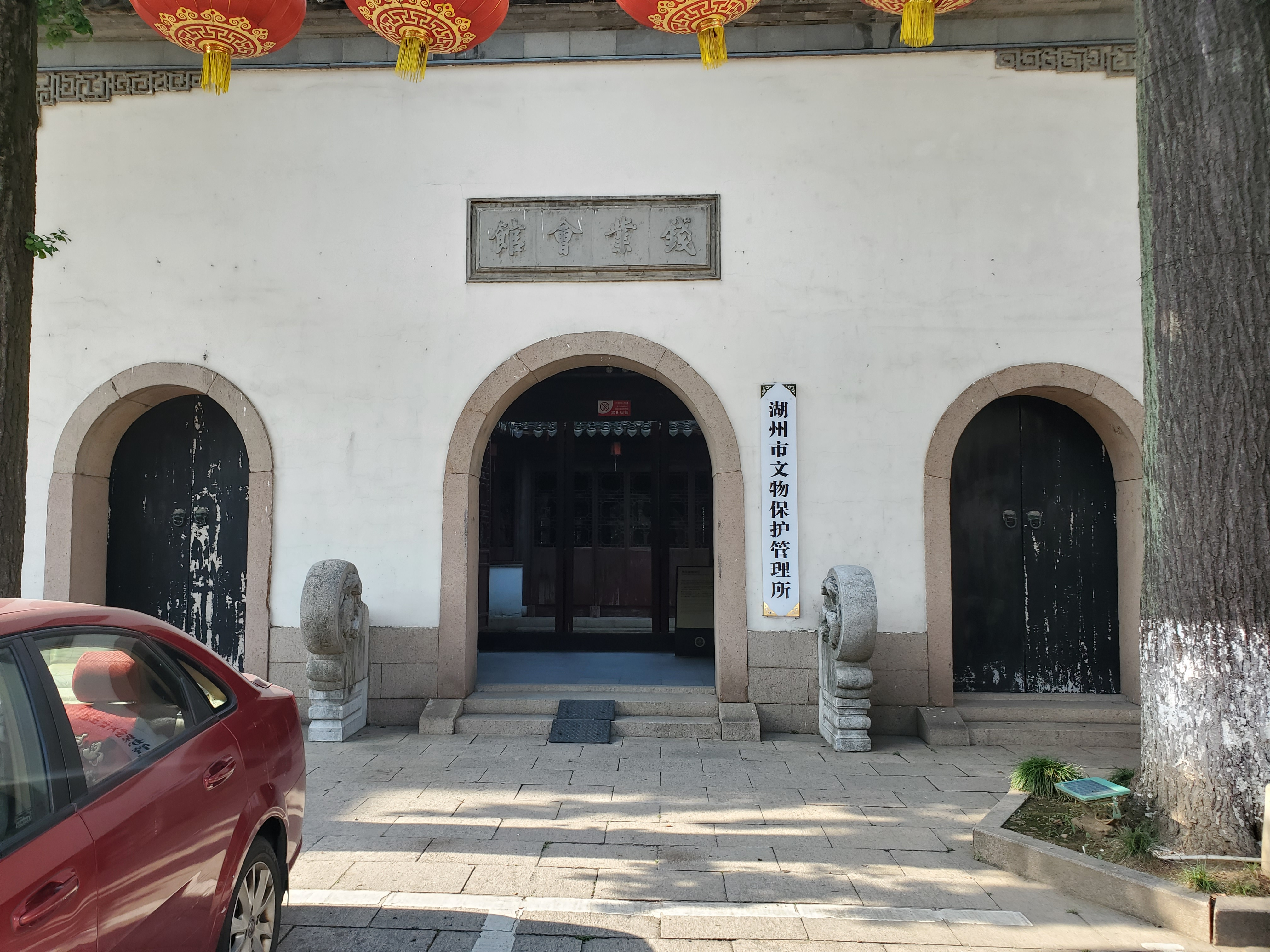
湖州市博物馆原馆址——錢業會館

1961年底至1962年初，吴兴县博物馆开始筹建。当时的主要工作为征集文物藏品、整理钱山漾遗址和邱城遗址的发掘品，还有省文物管理委员会“下放”的湖州相关字画和乡贤沈子槎捐贈的一批歷代古錢幣等。1962年10月1日，吴兴县博物馆正式成立，以举办“吴兴县历史文物展览”的形式，以实物和文字展示“丝绸之府、鱼米之乡”的湖州地方历史，向市民开放。馆址位于人民公园北隅、爱山书院的邻碧楼旧舍。1985年，湖州市人民政府决定修复钱业会馆（清代、民国时期湖州钱庄业人士进行办公、集会等活动的场所）并以此作为湖州市博物馆新馆舍。1988年2月10日，钱业会馆暨湖州市博物馆中区工程竣工，湖州市博物馆迁入钱业会馆中。
2006年12月26日，位于仁皇山新区吴兴路1号的新馆建成并对外开放。该馆大门朝东，面向市民广场，北邻湖州市科博中心，西滨潜山港，南为新区生态广场。2020年，于2019年11月开馆的湖州市美术馆与湖州市博物馆整合组建湖州市博物馆，挂湖州市美术馆牌子，称湖州市博物馆（湖州市美术馆）。市美术馆坐落于仁皇山公园山水清音景区内。

## 陈列
湖州市博物馆总建筑面积10274平方米，分藏品库房区、陈列展览区、观众服务区、行政办公区和设备机房区，其中展厅面积约4000平方米，序厅、休闲厅、报告厅等公共服务区面积约2000平方米。

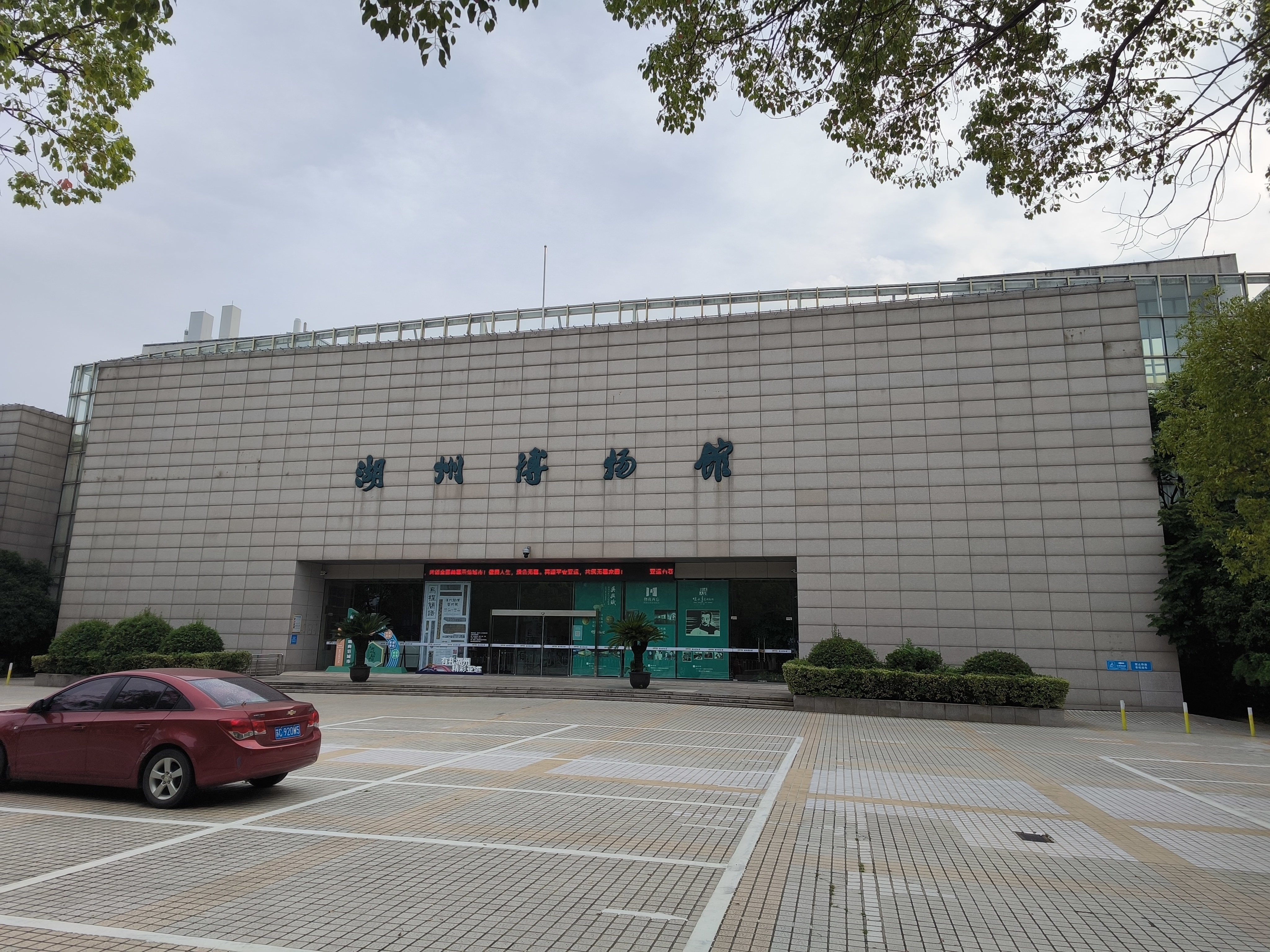
博物馆朝东正门
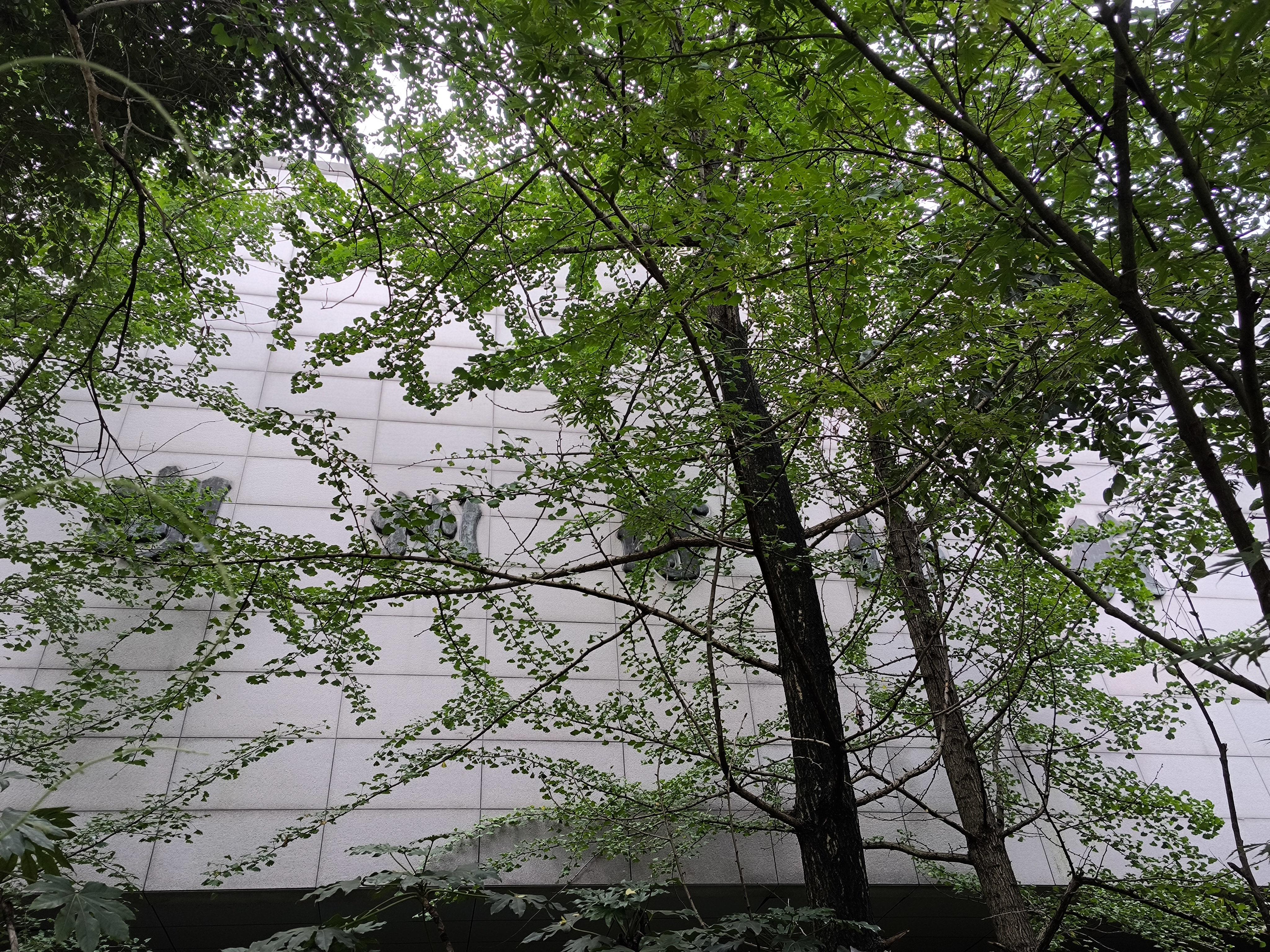
博物馆南侧外墙“湖州博物馆”字样（被树木遮挡）
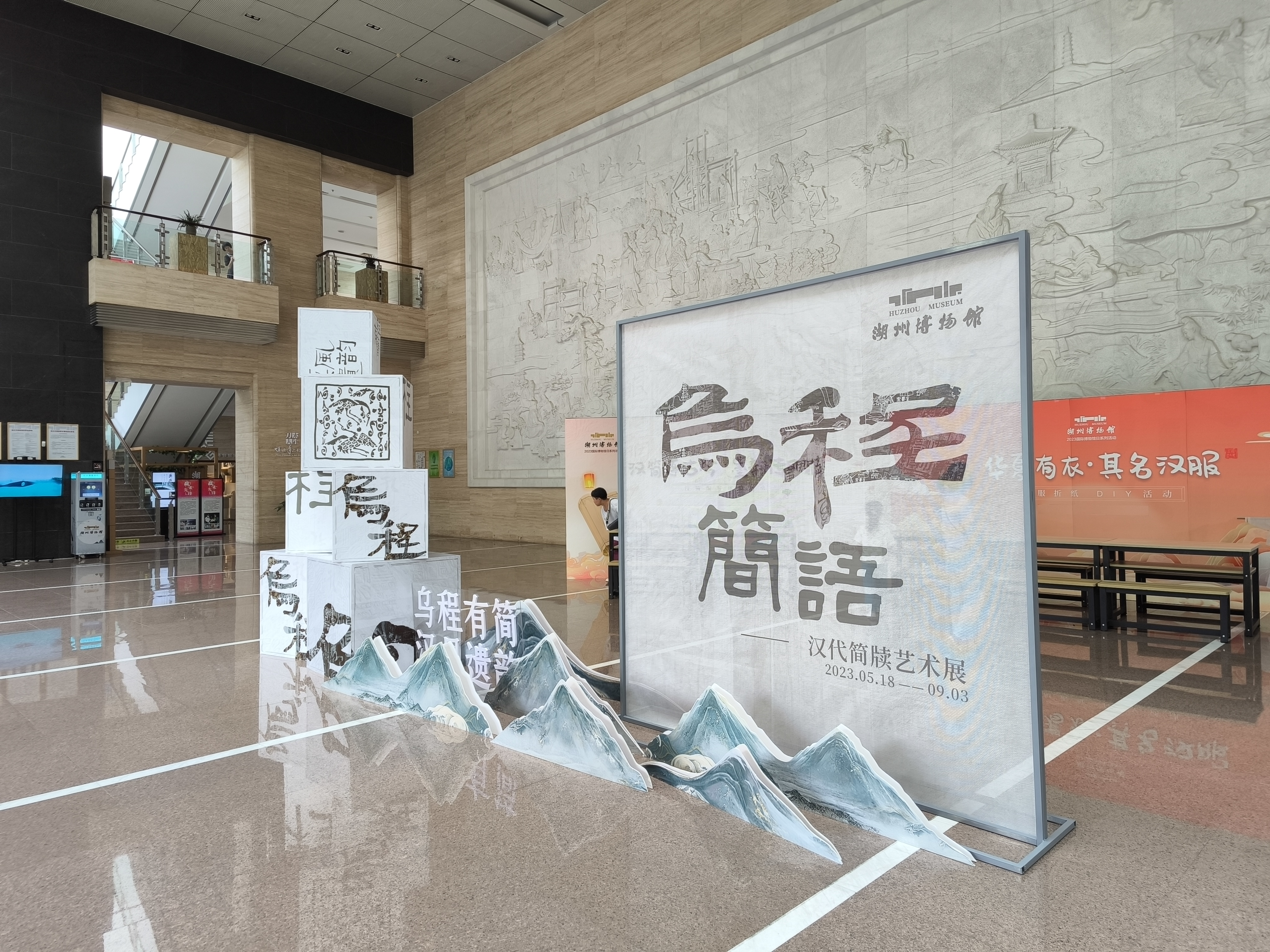
博物馆大厅，立有“乌程简语”展览展示牌
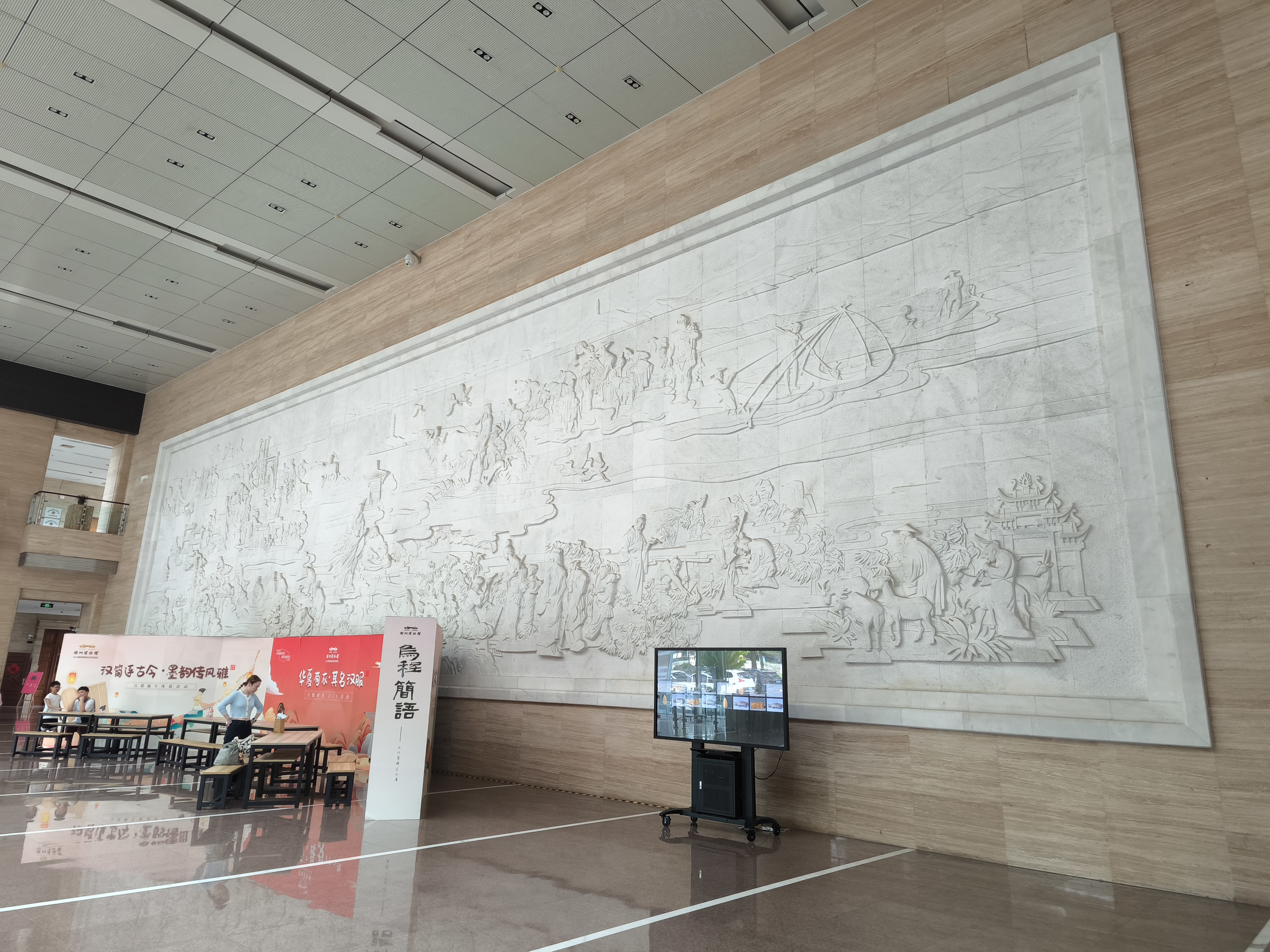
博物馆大厅浮雕

### 吳興賦
基本陈列“吴兴赋——湖州历史与人文陈列”以湖州籍书画家赵孟頫名作“吴兴赋”为标题，分“清远山水”、“历史概览”、“富庶湖州”和“儒雅人生”四个单元，对湖州的山水环境、历史变迁、经济和人文进行介绍。该展览于2004年起筹备规划，2006年正式开始展览，2016年进行改陈后重新开放展览，在保持原有主题的前提下，对分主题进行了深化。2005年至2006年度，“吴兴赋——湖州历史与人文陈列”荣获第七届全国博物馆十大陈列展览精品奖。
第一單元“清远山水”以湖州山水格局模型、反映湖州生态与动植物资源的大景观为主，结合古生物标本、化石、山水环境照片和天目山区与苕溪河岸的场景片段，展示湖州的自然环境。
第二單元“历史概览”分“人文初开”和“城市变迁”两个小主题，串联起湖州历史发展的大致线索，与第一部分一起作为后两个单元（核心内容）的铺垫。
第三單元“富庶湖州”挑選了魚米、絲綢、茶葉和湖州鏡四個有豐富實物支撐的主題，再現湖州人的生產結構和生存方式，展現了湖州富庶的經濟生活和這背後創造者們的獨特智慧。2016年改陳後，在這四個主題下又分別深化出了三至四個小主題，使得敘事更加明顯。
第四單元“儒雅人生”下分湖風、佛道、書香和筆韻四個互相關聯的主題，以文物和歷史學材料爲依據，通過社會文化史的角度來解讀傳統湖州的生活和文化形態。

### 其他基本陳列
除“吳興賦”外，湖州市博物館還有“刀木人生——趙延年藝術陳列”和“趙紫宸、趙羅蕤、趙景德家族紀念館明清古典傢俱陳列”兩個基本陳列。

## 文物
湖州市博物館館藏文物一萬多件，其中一級文物36件，二級文物135件，三級文物1316件；藏品以出土文物和書畫藏品爲主。

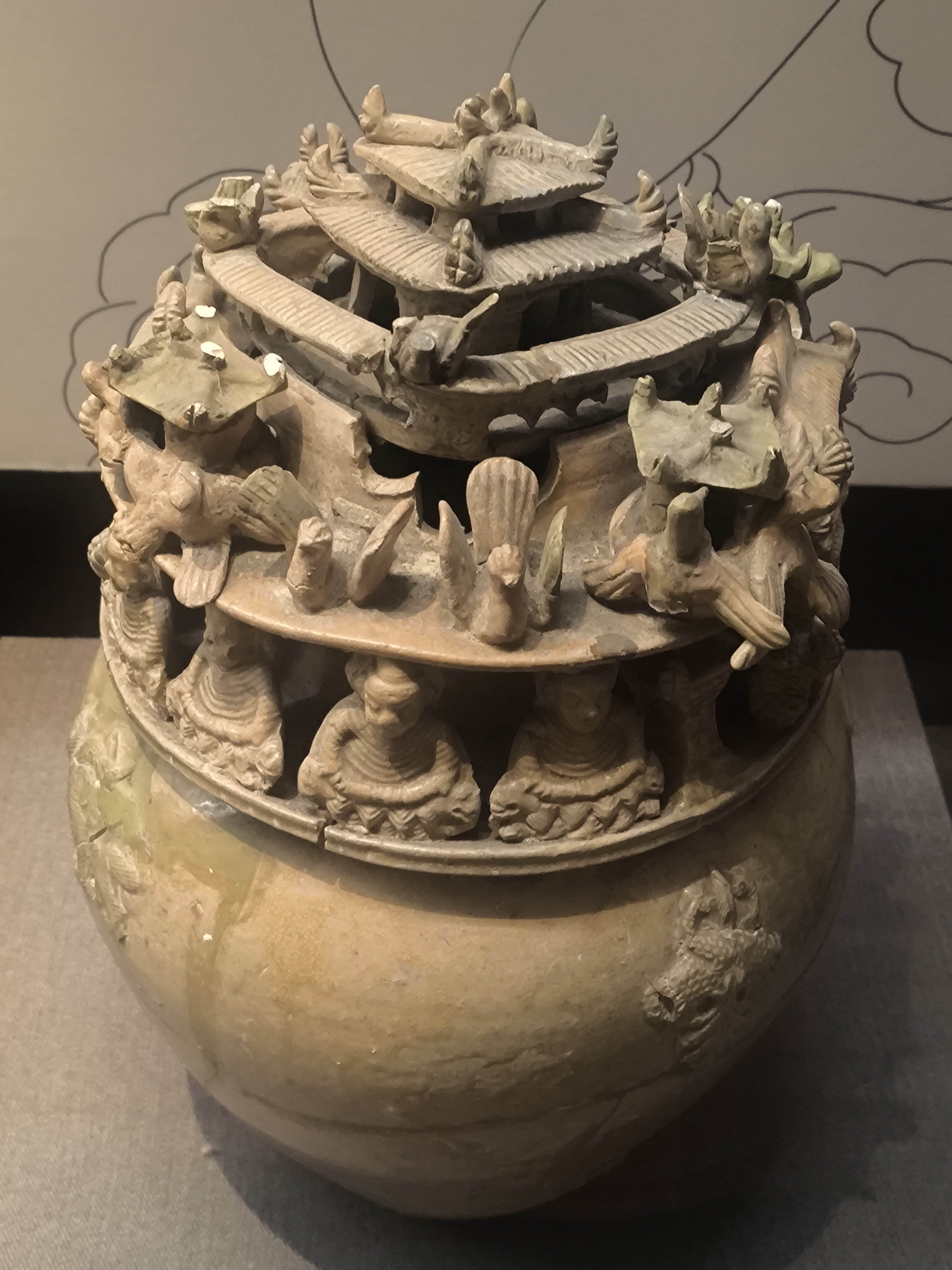
西晉青瓷堆塑瓶
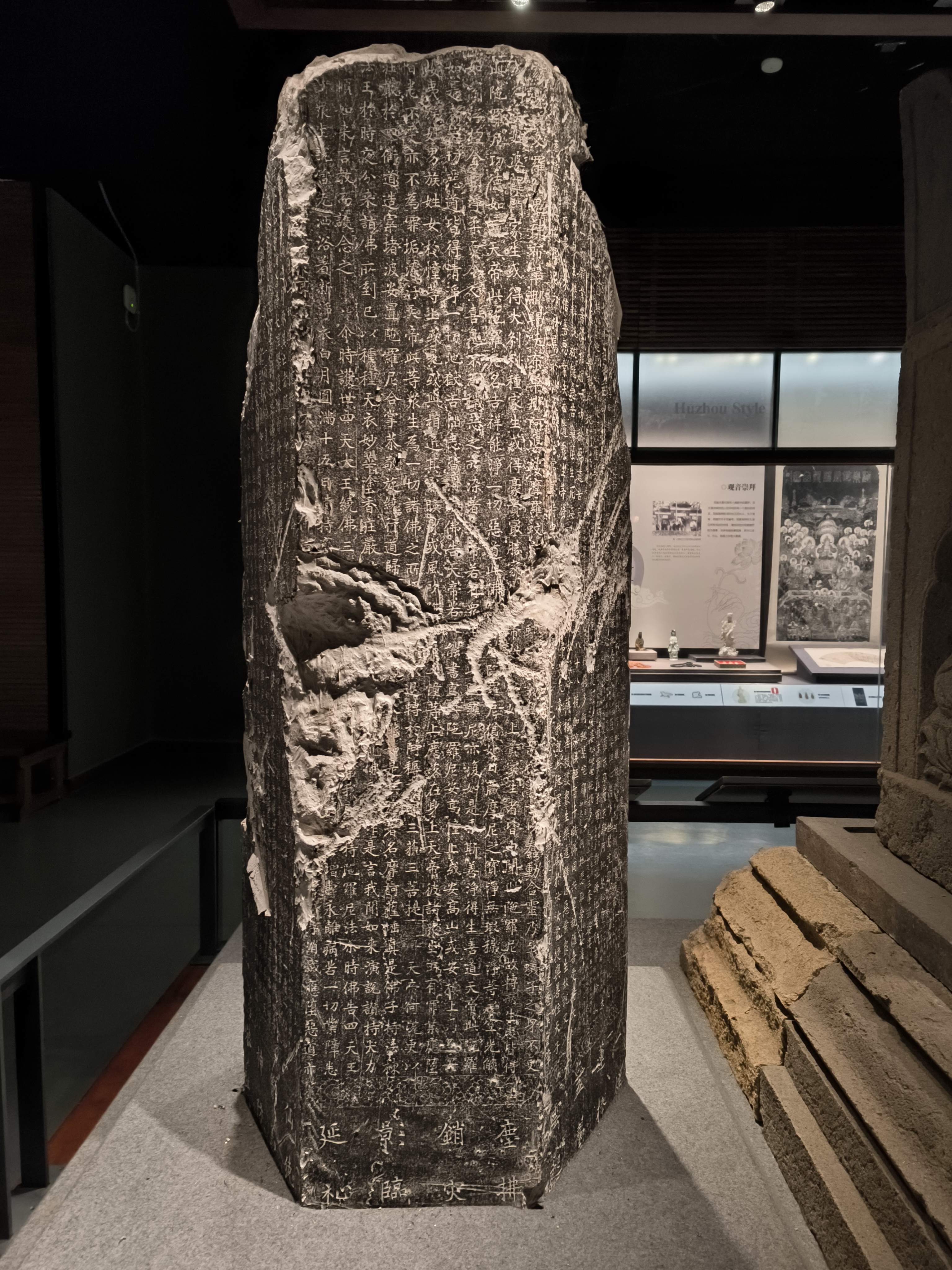
唐代或宋代尊聖陀羅尼經幢幢身
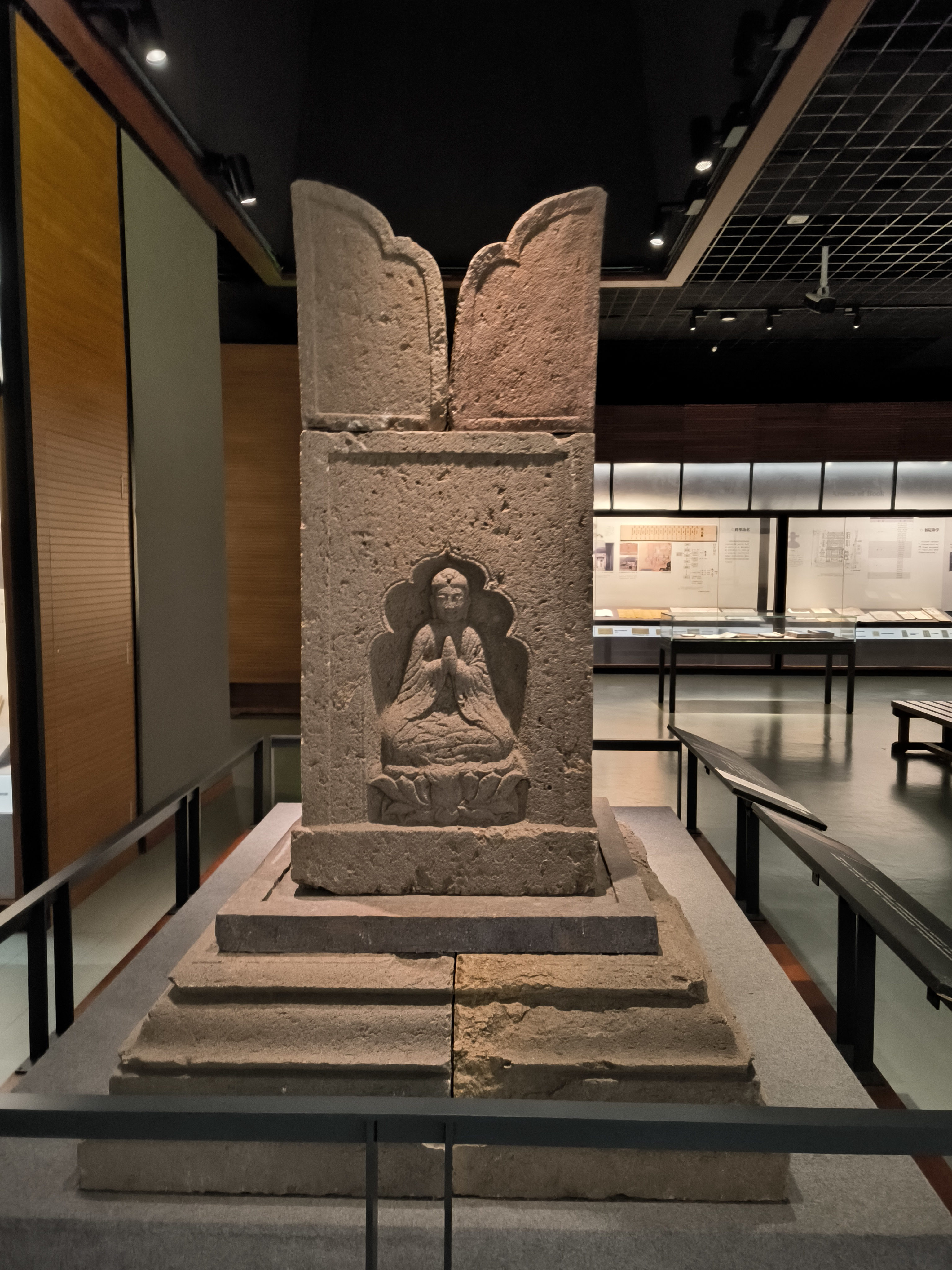
宋代寶篋印經式佛塔
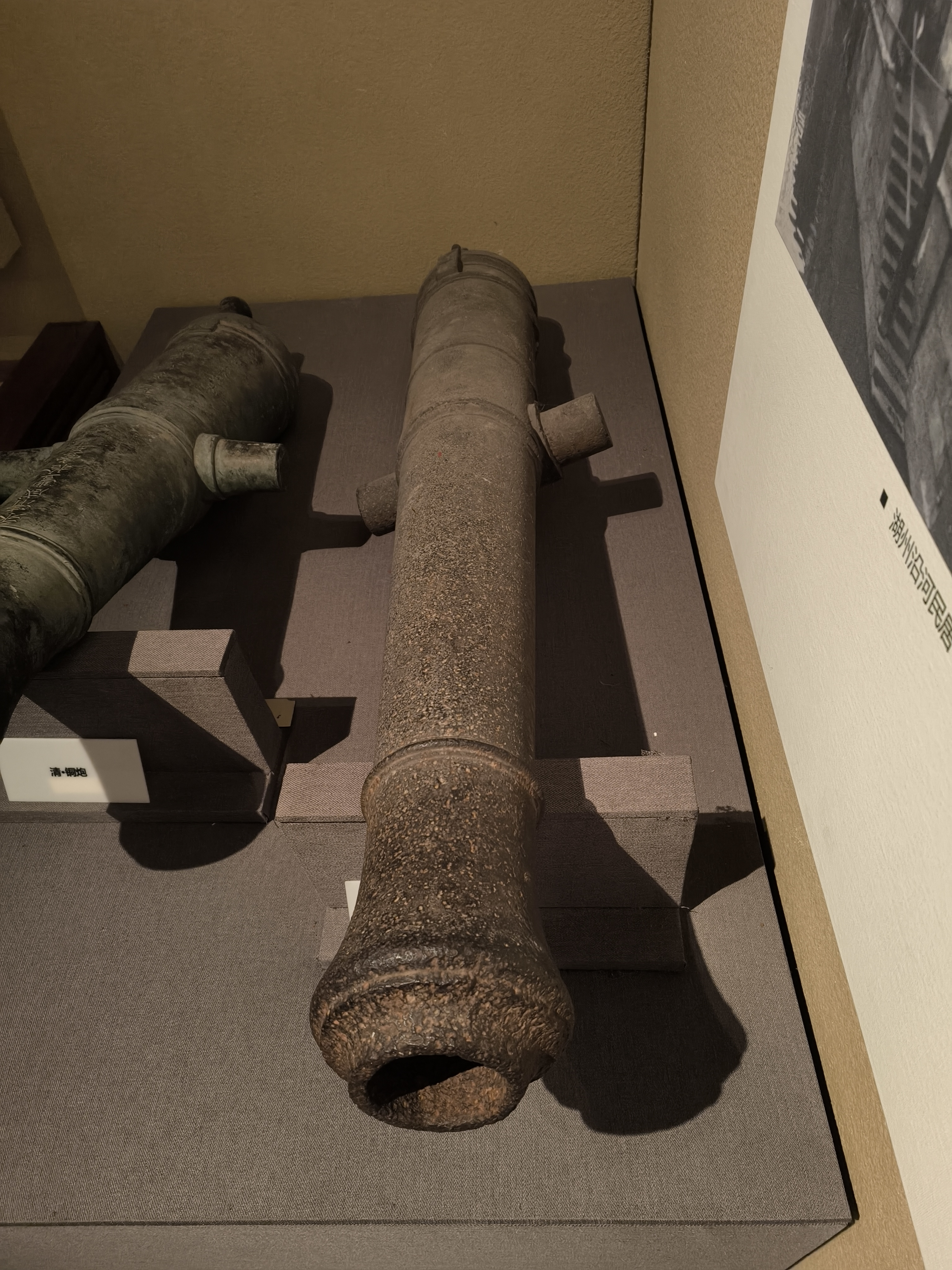
太平天國鐵炮

## 参观信息
湖州市博物馆开放时间周二至周日为9:00至16:30，16:00后停止入场，周一除国家法定节假日外闭馆。